# Wrocław Maraton
Wrocław Maraton – bieg maratoński odbywający się w latach 1983 – 2019 (początkowo w maju, następnie w kwietniu, później we wrześniu) we Wrocławiu. Ostatnimi organizatorami maratonu były Gmina Wrocław oraz Młodzieżowe Centrum Sportu Wrocław. Trasa maratonu w ostatniej edycji posiadała certyfikaty IAAF, AIMS i PZLA.

## Historia
Pierwszy maraton odbył się 15 maja 1983 i nosił nazwę Maraton Ślężan, wystartowało w nim 131 zawodników, którzy do przebiegnięcia mieli trasę z Sobótki do Wrocławia. W sumie pod tą nazwą zorganizowano 10 maratonów, poprowadzonych taką samą trasą. Organizatorem Maratonów Ślężan był DOSiR Wrocław Stare Miasto, a współorganizatorem OSIR Sobótka. Od 1993 r. bieg odbywał się już tylko ulicami Wrocławia pod nazwą Maraton Wrocław, a w okresach 1993-1995 oraz 1998-2007 start i meta znajdowały się na wrocławskim Rynku. W latach 2009–2012 maraton, w związku z pozyskaniem partnera tytularnego nosił nazwę Hasco-Lek Wrocław Maraton. Od 2015 r., oficjalna nazwa imprezy to PKO Wrocław Maraton, dzięki partnerowi tytularnemu. Od 2017 r. start biegu znajdował się na Stadionie Olimpijskim we Wrocławiu, zaś od 2018 r. także meta była usytuowana na stadionie. W ramach 35. PKO Wrocław Maratonu w 2017 r. odbyły się Mistrzostwa Europy Masters w Maratonie. Maraton otrzymał certyfikat Złoty Bieg w roku 2008, 2009, 2010 i 2011.

## Zwycięzcy i frekwencja
| Rok  | Zwycięzca                                  | Czas                                       | Ukończyło osób                             |
| ---- | ------------------------------------------ | ------------------------------------------ | ------------------------------------------ |
| 1983 | Henryk Warszawski                          | 2:38:30                                    | 129                                        |
| 1984 | Tadeusz Sitek                              | 2:33:34                                    | 205                                        |
| 1985 | Józef Szołtysik                            | 2:26:06                                    | 319                                        |
| 1986 | Zbigniew Siemaszko                         | 2:23:48                                    | 370                                        |
| 1987 | Zbigniew Siemaszko                         | 2:20:48                                    | 421                                        |
| 1988 | Mojmir Laniček                             | 2:30:18                                    | 346                                        |
| 1989 | Grzegorz Lisowski                          | 2:24:19                                    | 289                                        |
| 1990 | Stanisław Jaworski                         | 2:28:44                                    | 329                                        |
| 1991 | Tadeusz Ławicki                            | 2:15:32                                    | 392                                        |
| 1992 | Tadeusz Ławicki                            | 2:15:25                                    | 438                                        |
| 1993 | Tadeusz Ławicki                            | 2:19:52                                    | 419                                        |
| 1994 | Tadeusz Ławicki                            | 2:24:09                                    | 372                                        |
| 1995 | Wiesław Pałczyński                         | 2:16:31                                    | 437                                        |
| 1996 | Mirosław Plawgo                            | 2:13:52                                    | 434                                        |
| 1997 | Stepan Langat                              | 2:13:59                                    | 509                                        |
| 1998 | Julius Mtibani                             | 2:17:58                                    | 537                                        |
| 1999 | Piotr Pobłocki                             | 2:16:13                                    | 603                                        |
| 2000 | Marek Dryja                                | 2:21:23                                    | 469                                        |
| 2001 | Bogdan Dziuba                              | 2:19:24                                    | 506                                        |
| 2002 | Vladzimir Tsyamchyk                        | 2:13:28                                    | 809                                        |
| 2003 | Mykhayl Iveruk                             | 2:17:18                                    | 678                                        |
| 2004 | Marcin Fehlau                              | 2:15:13                                    | 953                                        |
| 2005 | Rauben Toroitich                           | 2:14:55                                    | 923                                        |
| 2006 | Rotich Richard                             | 2:18:17                                    | 798                                        |
| 2007 | Taras Salo                                 | 2:18:04                                    | 1201                                       |
| 2008 | Wilfred Cheserek                           | 2:19:51                                    | 1041                                       |
| 2009 | Julius Kilimo                              | 2:16:59                                    | 1733                                       |
| 2010 | Sammy Limo                                 | 2:16:15                                    | 1988                                       |
| 2011 | Vincent Kipchirchir                        | 2:20:20                                    | 2773                                       |
| 2012 | Edwin Kirui                                | 2:15:32                                    | 3900                                       |
| 2013 | Phalex Katembu                             | 2:18:53                                    | 3501                                       |
| 2014 | Felix Kipkorir Kangogo                     | 2:13:41                                    | 3840                                       |
| 2015 | Silas Kiprono Too                          | 2:20:00                                    | 4757                                       |
| 2016 | Cosmas Mutuku Kyeva                        | 2:14:38                                    | 4125                                       |
| 2017 | Abel Kibet Rop                             | 2:13:36                                    | 4630                                       |
| 2018 | Bor Barnabas Kipyego                       | 2:17:47                                    | 3560                                       |
| 2019 | Cosmas Mutuku Kyeva                        | 2:13:32                                    | 3152                                       |
| 2020 | Zawody odwołane z powodu pandemii COVID-19 | Zawody odwołane z powodu pandemii COVID-19 | Zawody odwołane z powodu pandemii COVID-19 |
| 2021 | Zawody odwołane z powodu pandemii COVID-19 | Zawody odwołane z powodu pandemii COVID-19 | Zawody odwołane z powodu pandemii COVID-19 |
| 2022 | Zawody odwołane                            | Zawody odwołane                            | Zawody odwołane                            |